# Gustavo de Sajonia-Weimar-Eisenach
El príncipe Gustavo de Sajonia-Weimar-Eisenach (Gante, 28 de junio de 1827-Viena, 6 de enero de 1892) fue un militar, miembro de la casa granducal homónima.

## Familia
Fue uno de los hijos del matrimonio formado por el príncipe Bernardo de Sajonia-Weimar-Eisenach y su esposa la princesa Ida de Sajonia-Meiningen. Por parte de su padre, era nieto de Carlos Augusto, gran duque de Sajonia-Weimar-Eisenach. Por parte de su madre era nieto de Jorge I, duque de Sajonia-Meiningen, y sobrino de Adelaida de Sajonia-Meiningen, esposa de Guillermo IV del Reino Unido. Gustavo tuvo varios hermanos:
- Luisa  (31 de marzo de 1817-11 de julio de 1832).
- Guillermo Carlos (25 de junio de 1819-22 de mayo de 1839).
- Amalia Augusta Cecilia (30 de mayo de 1822-16 de junio de 1822).
- Eduardo (11 de octubre de 1823-16 de noviembre de 1902), quien sirvió en el Ejército británico, destacando su participación en la guerra de Crimea; desposó a Lady Augusta Gordon-Lennox, sin descendencia.
- Hermann (4 de agosto de 1825-31 de agosto de 1901), desposó a la princesa Augusta de Wurtemberg. Una de sus hijas, Paulina, desposó al gran duque heredero Carlos Augusto de Sajonia-Weimar-Eisenach.
- Ana Amalia María (9 de septiembre de 1828-14 de julio de 1864).
- Amalia María da Gloria Augusta (20 de mayo de 1830-1 de mayo de 1872), desposó al príncipe Enrique de los Países Bajos.

## Biografía
Nació en Gante, ya que su padre servía como militar desde 1814 en el ejército de los Países Bajos.El 14 de septiembre de 1846 ingresó en el ejército del Imperio austríaco donde era habitual que sirviesen los príncipes de los distintos estados alemanes. Fue empleado en diversos regimientos, en 1849 fue enviado al reino lombardo-véneto con el grado de capitán de segunda clase en la dirección del genio (Feld-Genie-Direction). Dos años después alcanzó el grado de primer capitán siendo estacionado en Praga.
El 14 de febrero de 1870 contrajo matrimonio morganático con la joven Pierina Marcocchi (1845-1879), hija del afamado médico Dominik Marcocchi. Este matrimonio no fue siquiera consentido con este carácter morganático por Carlos Alejandro, gran duque de Sajonia-Weimar-Eisenach. Finalmente, a petición de Gustavo, Francisco José I de Austria concedería a Pierina el título de baronesa de Neupurg (Baronin von Neupurg). El matrimonio no tendría hijos.
En 1889, Gustavo obtuvo el grado de teniente-mariscal de campo en el ejército imperial austríaco.
Murió en Viena el 5 de enero de 1892. Fue enterrado en el cementerio vienés de Hietzing, junto a su esposa.

## Títulos y órdenes

### Títulos
| ● ¿?-6 de enero de 1892: | Su Alteza Serenísima Ducal el príncipe Gustavo de Sajonia-Weimar-Eisenach |
| ● ¿?-6 de enero de 1892: | Su Alteza el príncipe Gustavo de Sajonia-Weimar-Eisenach                  |

### Órdenes

#### Sajonia-Weimar-Eisenach
- Caballero gran cruz de la Orden del Halcón Blanco.[4]

#### Extranjeras
- Caballero de la Orden Imperial de Leopoldo con distintivo de guerra. ( Imperio austríaco)[4]
- Caballero gran cruz (con espadas) de la Orden de la Casa Ernestina de Sajonia. (Ducados Ernestinos)[4]
- Caballero gran cruz de la Orden de la Corona. ( Reino de Wurtemberg)[4]
- Caballero gran cruz de la Orden del Águila Roja ( Reino de Prusia)[4]
- Caballero gran cruz de la Orden de la Corona de Roble. ( Gran Ducado de Luxemburgo)[4]
- Caballero gran cruz de la Orden de Luis. ( Gran Ducado de Hesse)[4]
- Caballero gran cruz de la Orden Militar de Guillermo ( Reino de los Países Bajos)[4]